# Grande Prêmio da Itália de 1953
Resultados do Grande Prêmio da Itália de Fórmula 1 realizado em Monza à 13 de setembro de 1953. Nona e última etapa da temporada, nela o argentino Juan Manuel Fangio conquistou a primeira vitória da Maserati.

## Classificação da prova
| Pos. | Nº | Piloto                       | Construtor            | Voltas | Tempo/Diferença        | Grid | Pontos |
| ---- | -- | ---------------------------- | --------------------- | ------ | ---------------------- | ---- | ------ |
| 1    | 50 | Juan Manuel Fangio           | Maserati              | 80     | 2:49:45.9              | 2    | 9      |
| 2    | 6  | Giuseppe Farina              | Ferrari               | 80     | + 1.4                  | 3    | 6      |
| 3    | 2  | Luigi Villoresi              | Ferrari               | 79     | + 1 volta              | 5    | 4      |
| 4    | 8  | Mike Hawthorn                | Ferrari               | 79     | + 1 volta              | 6    | 3      |
| 5    | 36 | Maurice Trintignant          | Gordini               | 79     | + 1 volta              | 8    | 2      |
| Ret  | 4  | Alberto Ascari               | Ferrari               | 79     | Acidente               | 1    |        |
| Ret  | 52 | Felice Bonetto               | Maserati              | 77     | Pane seca              | 7    |        |
| 6    | 40 | Roberto Mieres               | Gordini               | 77     | + 3 voltas             | 16   |        |
| 7    | 56 | Sergio Mantovani Luigi Musso | Maserati              | 76     | + 4 voltas             | 12   |        |
| Ret  | 54 | Onofre Marimón               | Maserati              | 75     | Acidente               | 4    |        |
| 8    | 10 | Umberto Maglioli             | Ferrari               | 75     | + 5 voltas             | 11   |        |
| 9    | 38 | Harry Schell                 | Gordini               | 75     | + 5 voltas             | 15   |        |
| 10   | 32 | Louis Chiron                 | Osca                  | 72     | + 8 voltas             | 25   |        |
| 11   | 44 | Príncipe Bira                | Maserati              | 72     | + 8 voltas             | 23   |        |
| Ret  | 58 | Toulo de Graffenried         | Maserati              | 70     | Motor                  | 9    |        |
| 12   | 46 | Alan Brown                   | Cooper-Bristol        | 70     | + 10 voltas            | 24   |        |
| 13   | 28 | Stirling Moss                | Cooper-Alta           | 70     | + 10 voltas            | 10   |        |
| 14   | 48 | Hans Stuck                   | AFM-Bristol           | 67     | + 13 voltas            | 29   |        |
| 15   | 16 | Yves Giraud-Cabantous        | HWM-Alta              | 67     | + 13 voltas            | 28   |        |
| 16   | 64 | Louis Rosier                 | Ferrari               | 65     | + 15 voltas            | 17   |        |
| Ret  | 20 | Jack Fairman                 | Connaught-Lea-Francis | 61     | Não classificado       | 22   |        |
| Ret  | 30 | Ken Wharton                  | Cooper-Bristol        | 57     | Não classificado       | 19   |        |
| Ret  | 24 | Kenneth McAlpine             | Connaught-Lea-Francis | 56     | Não classificado       | 18   |        |
| Ret  | 12 | Piero Carini                 | Ferrari               | 40     | Motor                  | 20   |        |
| Ret  | 22 | Roy Salvadori                | Connaught-Lea-Francis | 33     | Acelerador             | 14   |        |
| Ret  | 42 | Chico Landi                  | Maserati              | 18     | Motor                  | 21   |        |
| Ret  | 34 | Élie Bayol                   | Osca                  | 17     | Motor                  | 13   |        |
| Ret  | 18 | John Fitch                   | HWM-Alta              | 14     | Motor                  | 26   |        |
| Ret  | 26 | Johnny Claes                 | Connaught-Lea-Francis | 7      | Sistema de combustível | 30   |        |
| Ret  | 14 | Lance Macklin                | HWM-Alta              | 6      | Motor                  | 27   |        |

## Tabela do campeonato após a corrida
Classificação do mundial de pilotos
|   | Pos. | Piloto             | Pontos      |
| - | ---- | ------------------ | ----------- |
|   | 1    | Alberto Ascari     | 34,5 (46,5) |
| 1 | 2    | Juan Manuel Fangio | 28 (29,5)   |
| 1 | 3    | Giuseppe Farina    | 26 (32)     |
|   | 4    | Mike Hawthorn      | 19 (27)     |
| 1 | 5    | Luigi Villoresi    | 17          |

- Nota: Somente as primeiras cinco posições estão listadas. Apenas os quatro melhores resultados dentre os pilotos eram computados visando o título e no presente caso o campeão da temporada surge grafado em negrito.